# Matthijs van Heijningen Jr.
Matthijs van Heijningen Jr. (* 26. Juli 1965 in Amsterdam) ist ein niederländischer Filmemacher.

## Leben und Karriere
Van Heijningen ist der Sohn eines niederländischen Film- und Fernsehproduzenten gleichen Namens.
Nach Schullaufbahn und Studium begann van Heijningen eine erfolgreiche Karriere als Werbefilmer, unter anderem für international bekannte Marken wie Toyota, Peugeot, Renault, Pepsi und Budweiser.
In den 1990er-Jahren sammelte van Heijningen vereinzelte Erfahrungen in der Filmbranche, indem er als Produktions- und Regieassistent an Kino- und TV-Produktionen mitwirkte. 
1996 schrieb und produzierte er den Kurzfilm Red Rain, für den er auch Regie führte. 
2009 wurde bekannt, dass der ebenfalls aus der Werbefilmbranche stammende Zack Snyder auf van Heijningens Arbeit aufmerksam geworden war und plante, ihn als Regisseur für ein Prequel seines erfolgreichen Horrorfilms Dawn of the Dead zu verpflichten. Da sich das Projekt zunächst verzögerte, bemühte sich van Heijningen erfolgreich um den vakanten Regiestuhl für The Thing, ein Prequel von John Carpenters gleichnamigen Horrorfilm, und feierte sein Kinodebüt als Regisseur.
Das Dawn of the Dead-Prequel Army of the Dead, das van Heijningens zweite Regiearbeit in Hollywood werden soll, war für 2013 angekündigt, wurde aber bislang (Stand August 2017) nicht realisiert. Auch andere Regiearbeiten entstanden bislang nicht.
Laut Internet Movie Database drehte er 2017 wieder Werbefilme.
Heijningen führte Regie bei dem im Jahr 2021 erschienenem Kriegsfilm Die Schlacht um die Schelde.